# Illviti
Illviti är ett berg i republiken Island. Det ligger i regionen Västlandet, 130 km norr om huvudstaden Reykjavík. Toppen på Illviti är 549 meter över havet.
Trakten runt Illviti är nära nog obefolkad, med mindre än två invånare per kvadratkilometer. Närmaste större samhälle är Reykhólar, omkring 19 kilometer nordväst om Illviti. Trakten runt Illviti består i huvudsak av gräsmarker.